# Athletic Club Barnechea
El Athletic Club Barnechea es un club de fútbol de Chile, con sede en la comuna de Lo Barnechea, en la ciudad de Santiago. Fue fundado el 23 de diciembre de 1929 por un grupo de jóvenes del poblado de Lo Barnechea, bajo la denominación de Deportivo Santa Rosa de Barnechea.Jugará en la Segunda División Profesional de Chile.
Permanente animador de competencias de ligas locales del sector oriente de la capital, se integró en 1983 a la recién creada Cuarta División,y en 2012 ingresó al fútbol profesional al obtener el campeonato de Tercera División.Con su ascenso a la Primera División en 2014, se convirtió en el primer club en llegar a la máxima categoría del futbol chileno tras pasar por la Cuarta, Tercera y Segunda División/Primera B. Sus títulos oficiales son uno de Segunda División Profesional (2016-17) y uno de Tercera División (2011).
El club ejerce de local en el Estadio municipal de Lo Barnechea, inaugurado el 18 de octubre de 2015,y que cuenta con una capacidad de 2500 espectadores.Para encuentros de mayor convocatoria, el equipo traslada su localía al Estadio Bicentenario de La Florida, ubicado en el sector suroriente de Santiago.

## Historia

### Fundación y etapa amateur

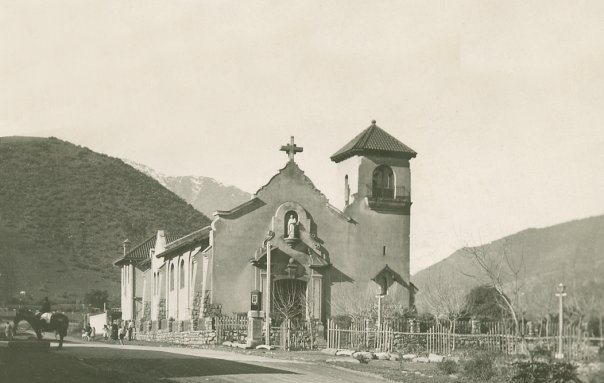
La primera denominación del club fue en honor a la iglesia de Santa Rosa de Lo Barnechea, aquí fotografiada en 1900.

Fue fundado el 23 de diciembre de 1929 por un grupo de jóvenes del pueblo Lo Barnechea, cuando el club de tiro con arco Santa Rosa decidió crear una rama de fútbol. El nombre elegido para el nuevo club fue el de Deportivo Santa Rosa de Barnechea, en honor a la iglesia del lugar.
En 1943 cambió su nombre a Deportivo Lo Barnechea, y al año siguiente fue club fundador de la Asociación Deportiva de Fútbol de Las Condes. Participó en diversos torneos de carácter local en la zona oriente de Santiago, hasta que en 1983 ingresó a la recién creada Cuarta División.
En el año 1988 consiguió su ascenso a la Tercera División, categoría en donde consiguió los subcampeonatos de 1997 —como escolta de Universidad de Concepción en la liguilla final—, y 1998 —tras perder la final ante Colchagua—.
En 2008 un grupo de empresarios se hizo cargo de la gerencia del club, luego de que el municipio de Lo Barnechea dejara de aportar de forma financiera al equipo. Con estos nuevos recursos económicos obtenidos de la inversión de privados, Barnechea logró superar la crisis, y comenzó a cosechar logros en el plano deportivo.
Luego de alcanzar el tercer puesto en 2010, en 2011 consiguió el histórico y anhelado ascenso a Primera B, y por ende al fútbol profesional. Guiados por el aporte goleador de Patricio Rubio —distinguido como el mejor futbolista amateur de esa temporada—, y bajo la conducción técnica de Mario Salas, el elenco de Barnechea consiguió el título de Tercera División al derrotar por 3:0 a Municipal Mejillones en la última fecha de la liguilla de ascenso, y superar en puntaje a Fernández Vial.
En enero de 2012, el Consejo de Presidentes de la Asociación Nacional de Fútbol Profesional (ANFP) aprobó el ingreso de la institución en el profesionalismo, luego de que se cumplieran los requisitos impuestos por el cuaderno de cargos del organismo rector del fútbol chileno, como, por ejemplo, que los socios aprobaran la transformación del club en sociedad anónima deportiva profesional (SADP).

### Profesionalismo y el ascenso a Primera
Barnechea debutó en el profesionalismo el 12 de febrero de 2012 con una contundente victoria frente a Magallanes por 4:0 en el Estadio Municipal de La Pintana, recinto en donde ofició de local. Los tantos fueron anotados por Juan Gutiérrez y Patricio Rubio, quien convirtió en tres oportunidades.
Luego, en la tercera fecha, el equipo logró el triunfo, que hasta el momento, era el más importante de la historia del club, tras vencer a Everton por 2 a 0, en condición de visitante, en el mundialista Estadio Sausalito de Viña del Mar, con goles de José Durán y Patricio Rubio. El 14 de octubre de 2012, Barnechea logró un histórico triunfo por 2-1, frente a Colo-Colo, en un partido válido por la fase de grupos de la Copa Chile MTS 2012/13. En el torneo de Primera B, el equipo peleó palmo a palmo con San Marcos de Arica, aunque los ariqueños terminaron consagrándose como campeones y ascendiendo a Primera División, relegando a los huaicocheros en el segundo lugar de la tabla anual.
Por haber logrado el subcampeonato en la segunda etapa del torneo, Barnechea definió con Ñublense (subcampeón del torneo apertura ya que San Marcos ganó los 2 torneos) el segundo ascenso a Primera. El 11 de noviembre de 2012, Barnechea jugó la llave de definición para el ascenso directo a la Primera División frente a Ñublense. En el partido de ida en Chillán, empató 1-1 y en la vuelta, disputada en el Estadio Monumental, igualó 2-2. El encuentro se llevó a los penales, donde el club santiaguino perdió, obligando a jugar la Liguilla de Promoción.
El 19 de noviembre de 2012, Barnechea jugó el partido de ida de la liguilla para el ascenso a la Primera División frente a Cobresal, disputada en el Estadio Santa Laura, imponiéndose por 3-1. El partido de vuelta, se jugó el día 24 de noviembre de 2012, en el Estadio El Cobre de El Salvador. Cobresal se impuso por 3-0, dejando a Barnechea en Primera B, con un resultado global de 4-3.
Dos años después, Barnechea nuevamente tuvo la oportunidad de llegar a la Primera División. Para ello, accedió a una liguilla de 4 equipos.Tras quedar en el 4° lugar de la tabla anual y tras eliminar a Santiago Morning, con un marcador global de 2 a 1, Barnechea definió con San Luis de Quillota (que eliminó en la otra llave a Coquimbo Unido por penales). En el partido de vuelta, jugado el 28 de mayo de 2014, Barnechea consigue su anhelado ascenso a la Primera División de Chile por primera vez, tras empatar con San Luis por un global de 1-1, y posteriormente vencerlos por 4-3 en la tanda de penales. 
Barnechea debutó en Primera División el 19 de julio de 2014 ante Santiago Wanderers en el Estadio Elías Figueroa Brander de Valparaíso. El club metropolitano cayó por 3-0. En el resto del campeonato, Barnechea mostró un rendimiento regular, tanto como en el torneo Apertura y Clausura Barnechea quedó en los últimos lugares, donde en la fecha 13 del Clausura, Barnechea pierde por 2 a 1 ante Unión Española descendiendo a Primera B.
En primera división Barnechea no se vio tan mal en el Torneo Apertura 2014, consiguiendo 20 unidades, ubicándose en el décimo lugar de la tabla, destacando la victoria sobre Universidad Católica 1-0 en el Estadio Santa Laura o el empate frente a la Universidad de Chile (que terminaría siendo el campeón del torneo). En el Torneo Clausura 2015, en cambio, el equipo santiaguino no pudo sumar los puntos necesarios para la permanencia y selló su retorno a Primera B el 4 de abril de 2015, cuando perdió por 2-1 ante Unión Española.

### El doble descenso: De Primera a la B y a la Segunda División
Ya de regreso a la segunda categoría, el andar de los huaicocheros partió con un triunfo ante Deportes Concepción, seguido de un empate como visitante ante Iberia y otro de local ante Ñublense. Pero ya en la cuarta fecha, se empezaba a notar la fragilidad del juego de los metropolitanos -salvo la goleada de 5-2 que le endilgaron a Club de Deportes La Serena como visitante en la sexta fecha-, pues los resultados no acompañaban y el juego tampoco. A partir de la séptima jornada, enteraron 13 fechas sin ganar, con derrotas abultadas, como aquella de local ante Everton de Viña del Mar como local por 5 goles contra 1 en la decimotercera fecha. Si bien tuvieron una luz de esperanza a partir de las fechas 20 y 21, la caída ante el campeón del certamen, Deportes Temuco los devolvió a la realidad del peligro de descenso, especialmente después de que los equipos que venían de más atrás empezaran a ganar partidos y obtener puntos importantes en su lucha por salvar la categoría.
Con la caída sufrida como local ante Deportes Puerto Montt por 4 goles contra 0, sumada a la goleada de Coquimbo Unido sobre Magallanes en San Bernardo, se comenzaría a sentenciar su suerte en el Campeonato de Primera B. Luego de la derrota sufrida ante los Coquimbo en la cuarta región por 4 goles contra 2, se determinó su descenso definitivo a la tercera categoría del fútbol chileno, con una estadística de apenas 5 triunfos, 8 empates y 17 derrotas, 25 goles a favor y 54 en contra, lo que le resultó en una diferencia de -29 y una cifra de 23 puntos de 90 posibles (su rendimiento final fue de un 25,56%).
Una vez finalizada la temporada, el club tuvo esperanzas de permanecer en la división debido a la desafiliación de Deportes Concepción y a los problemas de Deportes Valdivia, campeón de la Segunda División Profesional, para pagar su inscripción en Primera B. Sin embargo, el descenso se concretó ya que la ANFP decidió que el cupo de los penquistas quedara libre y que los valdivianos fueran aceptados en la categoría.

### Regreso a la Primera B
En la siguiente temporada, el conjunto "Huaicochero" realizó una excelente campaña en la Segunda División. Al finalizar la fase zonal, quedó como líder con 24 unidades, 1 más que Melipilla. Obtuvo 24 puntos de 30 posibles, lo que significó un 80% de rendimiento.
En la fase nacional, pelearon fecha a fecha con Melipilla. Lo interesante ocurrió en la fecha 30, cuando el "Barne" llegaba con 56 puntos y Deportes Melipilla con 56. Los "Huaicocheros" cayeron frente a Deportes Santa Cruz (a la postre, tercero) por 3-1 y los "potros" golearon 4-0 a Deportes Colchagua, sacando 3 puntos de diferencia a Barnechea a 3 fechas del final. En la fecha 31, Melipilla y Barnechea jugaron en simultáneo a las 18:00 de un 13 de mayo, por la penúltima fecha. El "caballito" no pudo de visita ante Malleco Unido y Barnechea venció por 5-1 como local a Independiente de Cauquenes. En la última jornada, Melipilla se encontraba con 60 unidades como primero, Barnechea segundo con 59 y tercero Santa Cruz con 56 -sin opciones de título- unidades. El partido del ese entonces líder Melipilla frente a Independiente como local sería trasmitido por el CDF Premium y HD. Melipilla, Barnechea y Santa Cruz jugarían en simultáneo el viernes 19 de mayo a las 15:30. Para ser campeón debían:
1. Melipilla: Ganar; empatar y que Barnechea pierda o empate; o perder y que Barnechea pierda.
2. Barnechea: Ganar y que Melipilla pierda o empate.

Barnechea goleó sin piedad 6-0 a Naval a domicilio: con goles de Venegas (30' y 64'), Muñoz (71' y 78'), Poblete (81') y Moya (88') confirmaron el triunfo en Talcahuano. Solo faltaba que Melipilla cayera o empatara.
Mientras Barnechea ganaba 1-0 (30'), Arenas ya había abierto la cuenta para Independiente ante Melipilla. A los 34' Cortés empató para los "potros"; a los 42' el conjunto de Cauquenes se volvió a poner en ventaja con otro gol de Arenas; a los 68' Lauler devolvió la ilusión a Melipilla (otro gol más y ascendían a la Primera B). Pero para su mala suerte, a los 90+1' Gutiérrez puso la diferencia para el Independiente. A los 90+4', Deportes Melipilla empató con gol de Alarcón, pero ya era demasiado tarde.
Barnechea consiguió en la Fase Nacional 38 de 63 puntos disponibles, con un rendimiento del 60,0%. En total (tabla general), los Huaicocheros lograron 62 unidades de 96 posibles, con un rendimiento del 64,0%. Barnechea aseguró su presencia en la Primera B, a pesar de que Melipilla realizó un reclamo solicitando que se le otorgaran los puntos del partido ante Independiente (3-3), debido a la presencia irregular de dos futbolistas en la banca. La ANFP solo sancionó a elenco de Cauquenes con una multa, mas no con puntos, ratificando de esta manera el ascenso huaicochero.

### Descalificación y posterior mantención en Primera B
El 25 de julio de 2017, la ANFP anunció que Barnechea no podrá participar en el Torneo de Transición de Primera B tras no llegar a un acuerdo por el pago de la Cuota de Incorporación, avaluada en 50.000 UF (CLP $1.330 millones). Tras esto, el club debía volver a Segunda División Profesional. Sin embargo, el 28 de julio, el club demandó a la ANFP ante el Tribunal de Defensa de la Libre Competencia tras considerar arbitraria la cuota de incorporación para poder concretar un ascenso ganado en cancha. Con esto, Barnechea podrá jugar en Primera B sin obligación de pagar la cuota de incorporación, al menos mientras la demanda no arroje un resultado final adverso.
Ya en el Torneo de Transición, el primero bajo el mandato del entrenador Arturo Norambuena, el club huaicochero logró una digna campaña al finalizar en 5.ª posición con 22 puntos de 45 posibles y un 48,9% de rendimiento, garantizándole una temporada más en la serie de ascenso. Norambuena fue ratificado para la Temporada 2018, donde anunció que su objetivo era luchar por ascender de categoría.

### Expulsión y posterior reincorporación en el Fútbol Profesional
A finales de 2018, Barnechea recurrió a la justicia ordinaria luego de recibir una denuncia de San Marcos de Arica que los llevó al Tribunal de Disciplina de la ANFP por no pago de la cuota de incorporación a la asociación.
El cuadro huaicochero, entonces, respondió en tribunales contra Carlos Ferry, timonel de los ariqueños, interponiendo una querella contra el directivo por el delito de administración desleal, pues consideró que se negociaron sus votos en las elecciones de la ANFP justo el día de la denuncia que buscaba enviarlos a Segunda División. 
Esa situación generó que la ANFP decidiera expulsar a Barnechea, medida que al poco tiempo fue revertida tras una apelación presentada por el club.

### Un descenso a Segunda División que no se materializó
Tras una serie de malos resultados, Barnechea llega a enfrentar a Deportes Copiapó, en el marco de la Fecha 29 del Campeonato Ascenso Betsson, en donde se desarrollaba una fecha triple, enfrentándose en el mismo horario Universidad de Concepción contra Fernández Vial, y Deportes Santa Cruz y Cobreloa. Este último encuentro era vital para A.C. Barnechea, ya que dependía de una derrota de los loínos para mantenerse con vida en el campeonato, o debía ganar su partido para evitar el descenso. Finalmente, los huaicocheros cayeron 2-0 en el Municipal de La Pintana y debían esperar el cierre del encuentro entre Cobreloa y Santa Cruz para definir si bajaba o se mantenía. Dicho partido finalmente terminó en un empate 2-2. Estaba previsto el descenso de Barnechea a Segunda División, pero el Tribunal de Disciplina de la ANFP decidió que fuera San Marcos de Arica el descendido, luego de que dicho club fuera denunciado por la mala inscripción de uno de sus jugadores durante el transcurso de la segunda rueda del torneo.

### Crónica de un Descenso Anunciado
Tras realizar 2 campañas mediocres, en donde terminó en la mitad de la Tabla, en la Temporada 2024 el equipo huaicochero, realizó su mejor campaña en la Primera B, ya que estaba segundo en la tabla, por detrás del campeón Deportes La Serena, pero en septiembre de ese año, la ANFP le suspendió la licencia de clubes, lo que le impidió suspender 3 partidos de la Primera B y terminó siendo desafiliado, con la resta de 45 puntos incluida. En octubre de ese año, el equipo huaicochero apeló al castigo y aunque volvió a jugar los partidos, que le quedaban del Torneo de la Primera B 2024, se mantuvo el castigo de la resta de 45 puntos, pero además de esa sanción, se le agregó el descenso a la Segunda División Profesional de la temporada 2025.

## Uniforme
La primera camiseta del club era de color blanco con círculos negros al centro, debido a su origen como club de tiro al blanco. Tiempo después fue cambiada a una camiseta azul con franja horizontal amarilla, a imagen del club argentino Boca Juniors, que estaba de gira en Chile.

### Uniforme titular
| 2007 | 2008 | 2009 | 2010-11 | 2012 | 2012 | 2013-14 | 2014-15 | 2015-17 |

| 2018 | 2018-21 |

### Uniforme alternativo
| 2011 | 2012 | 2013-14 | 2014-15 | 2015-17 | 2018 | 2018-21 |

### Tercer uniforme
| 2018 |

### Indumentaria
| Período   | Proveedor |
| --------- | --------- |
| 2008-2012 | Puma      |
| 2013-2017 | Mitre     |
| 2018-     | Capelli   |

| Período   | Auspiciador |
| --------- | ----------- |
| 2007      | Líder       |
| 2009-2012 | Entel       |
| 2012      | Unimarc     |
| 2013      | Aconcagua   |
| 2014-2015 | Red MTS     |
| 2023      | Latamwin    |

## Estadio

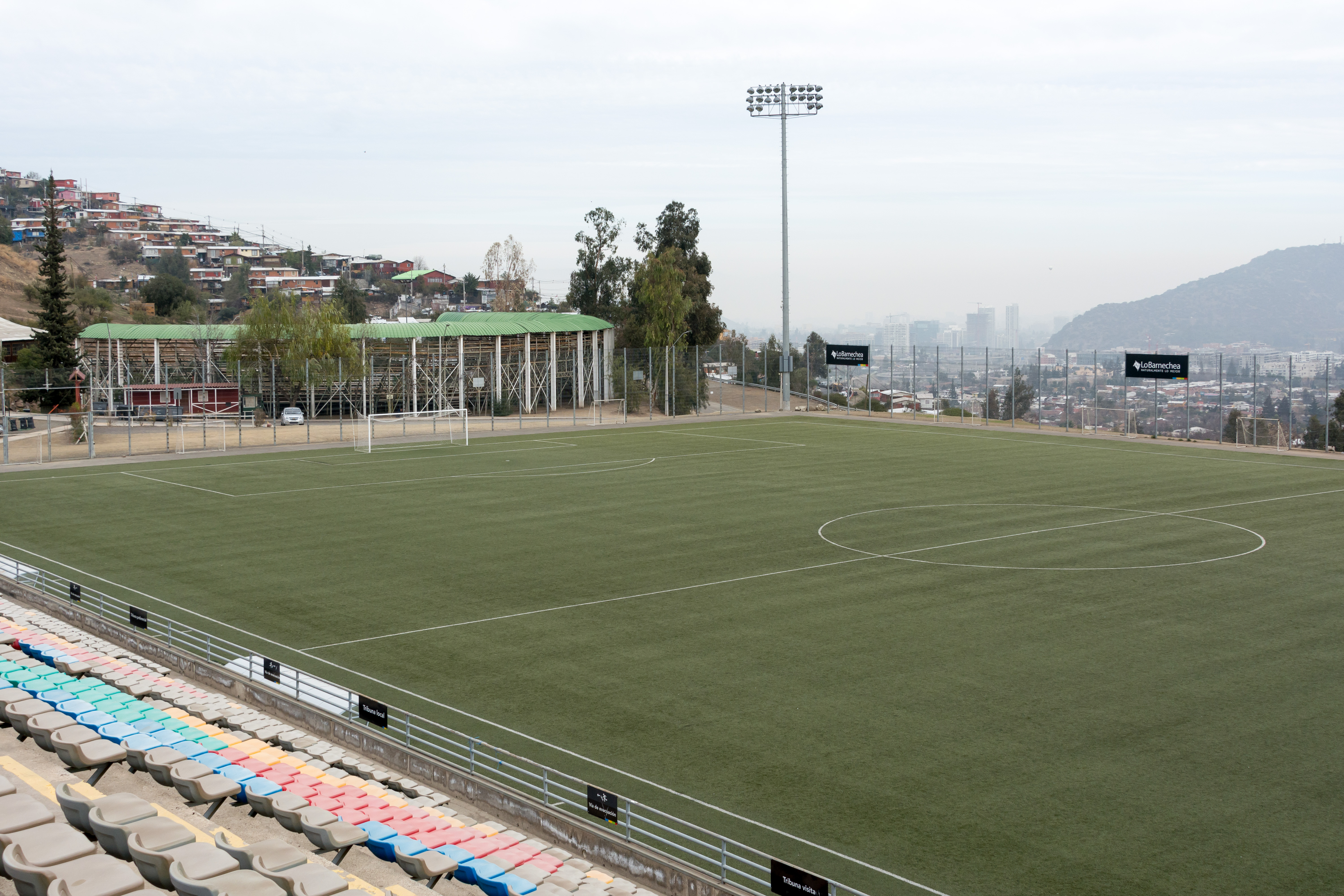
Estadio Municipal de Lo Barnechea, en 2019.

Desde que llegó a la división de honor en 2014 el equipo disputa sus partidos como local en el Estadio San Carlos de Apoquindo, de Las Condes, ubicado en el sector oriente de la ciudad de Santiago.
A mediados de 2011 se anunció la construcción del Estadio Municipal de Lo Barnechea, con capacidad para 5000 espectadores, donde el club espera mudarse apenas terminen sus obras. Por el momento, las obras ya comenzaron a realizarse y se han talado y extraído alrededor de 300 metros cuadrados de árboles y arbustos, para próximamente comenzar con la extracción de tierra y aplanar la superficie irregular del sector no urbanizado del Cerro 18.
En el profesionalismo el club deambuló en diversos recintos de la capital como el Estadio Municipal de La Pintana, el Estadio Bicentenario de La Florida, el Estadio Municipal de San Francisco de Mostazal y el Estadio Municipal de La Cisterna.
En el último partido de la fase de grupo de la Copa Chile 2012 Barnechea jugó en el estadio Santa Laura, en cual gana 2-1 al conjunto de Colo-Colo; y en el final de la copa jugó de local en el Estadio Monumental. También utilizó el Santa Laura en el partido por promoción contra Cobresal.
El 23 de enero de 2016, el elenco huaicochero al fin pudo hacer estreno del remozado Estadio Municipal de Lo Barnechea, en el empate sin goles ante Iberia de Los Ángeles y ante 481 espectadores.

## Datos del club
- Temporadas en Primera División: 1 (2014/15)
- Temporadas en Primera B: 11 (2012-2013/14, 2015/16, 2017-2024 )
- Temporadas en Segunda División: 2 (2016/17, 2025-)
- Temporadas en Tercera División: 23 (1989-2011)
- Temporadas en Cuarta División: 6 (1983-1988)
- Mayores goleadas obtenidas:
  - En Primera División: 3-0 a Huachipato en 2014
  - En Primera B: 7-1 a Rangers en 2021
  - En Segunda División: 6-0 a Naval en 2017
- Mayores goleadas recibidas:
  - En Primera División: 0-5 ante Universidad Católica en 2015
  - En Primera B: 1-5 ante Everton en 2015
  - En Segunda División: 1-3 ante Trasandino en 2016

## Jugadores

### Plantilla 2025
- Por disposición de la ANFP, los equipos chilenos en la Primera B están limitados a tener en su plantel un máximo de cinco futbolistas extranjeros, más un juvenil extranjero inscrito en el fútbol formativo desde el año 2022, pero:
- Por disposición de la ANFP, el número de las camisetas no puede sobrepasar al número de jugadores inscritos.
- Por disposición de la ANFP el plantel debe utilizar al menos 1890 minutos a juveniles chilenos (nac. 1 de enero de 2003).

### Altas 2025
| Jugador | Posición | Procedencia | Tipo |
| ------- | -------- | ----------- | ---- |

### Bajas 2025
| Jugador              | Posición      | Destino                   | Tipo            |
| -------------------- | ------------- | ------------------------- | --------------- |
| Cristian Campestrini | Portero       | Universidad de Concepción | Libre           |
| Sebastián Salas      | Portero       | Palestino                 | Préstamo        |
| Bruno Valdez         | Defensa       | Magallanes                | Libre           |
| Diego Bravo          | Defensa       | San Marcos                | Libre           |
| Bastián Ubal         | Defensa       | Universidad de Concepción | Libre           |
| Gino Alucema         | Defensa       | Magallanes                | Libre           |
| Agustín Ortíz        | Defensa       | Deportes Copiapó          | Fin de préstamo |
| Carlos Salomón       | Defensa       | Deportes Copiapó          | Fin de préstamo |
| Daniel Navarrete     | Defensa       | Bandera de ?              | Fin de préstamo |
| Iván Contreras       | Defensa       | Bandera de ?              | Fin de préstamo |
| Fernando da Rosa     | Defensa       | Independiente             | Fin de préstamo |
| Misael Llantén       | Mediocampista | Deportes Limache          | Libre           |
| Joaquín Romo         | Mediocampista | Universidad de Concepción | Libre           |
| Boris Sagredo        | Mediocampista | Unión San Felipe          | Libre           |
| Erik Ottesen         | Mediocampista | Bandera de ?              | Fin de préstamo |
| Gonzalo Tapia        | Delantero     | Palestino                 | Libre           |
| Harol Salgado        | Delantero     | Deportes Limache          | Libre           |
| Matías Gallegos      | Delantero     | Deportes Copiapó          | Libre           |
| Lucas Quiroga        | Delantero     | Lota Schwager             | Libre           |
| Cristián Pardo       | Delantero     | Deportes Santa Cruz       | Fin de préstamo |
| Matías Colossi       | Delantero     | Bandera de ?              | Fin de préstamo |

## Entrenadores

### Cronología
Los entrenadores interinos aparecen en cursiva.
- Benjamín Valenzuela (1995)
- Carlos Encinas (1996)
- Rodolfo Dubó (1997-1998)
- Fernando Vergara (2005)
- Julio Suazo (2008)
- Armando Cordero (2009)
- Hugo Monardes (2009)
- Nelson Soto (2010)
- Mario Salas (2011-2012)
- Hugo Vilches (2013-2014)
- Francisco Bozán (2014-2015)
- Jorge Miranda (2016)
- Jorge Contreras (2016-2017)
- Arturo Norambuena  (2017-2018)
- René Ávila (2018)
- Hernán Peña (2018-2019)
- Leonardo Zamora (2020)[25]
- Ariel Leporati (2021)
- Jaime Pizarro (2021)
- Hector Adomaitis (2021)
- John Armijo (2021-2022)
- Antonio Martínez (2023)
- Cristián Muñoz (2024)

## Palmarés

### Torneos nacionales
- Segunda División Profesional de Chile (1): 2016-17
- Tercera A de Chile (1): 2011
- Subcampeón de la Primera B de Chile (1): 2013-14
- Subcampeón de la Tercera División de Chile (2): 1997, 1998
- Subcampeón de la Cuarta División de Chile (1): 1988